# Sveti Pavel
Sveti Pavel ((starogrško Παῦλος, Paulos), prvotno Savel iz Tarza (starogrško Σαῦλος, Saulos; hebrejsko שאול‎, Šaul)), apostol, krščanski misijonar in avtor pisem, ki predstavljajo velik del Nove zaveze, mučenec in svetnik. *med 5 in 10, Tarz, Kilikija; †67, Rim, Rimsko cesarstvo.
V Evropo je prinesel krščanstvo, Cerkvi zapustil neprecenljivo dediščino in do konca ohranil svojo vero.
Smatrajo ga kot najpomembnejšo osebnost apostolske dobe. V 30. in 50. letih 1. stoletja je ustanovil več cerkvenih skupnosti v Mali Aziji in Evropi. Svoj status Juda in rimskega državljana je uporabljal v prid služenju tako judovskim kot rimskim občestvom.
Rodil se je v Tarzu, prestolnici rimske province Kilikije. O sebi je napisal, da je Hebrejec izmed Hebrejcev, farizej in eden od tistih, ki je v judovstvu napredoval mnogo pred svojimi vrstniki. Vneto je preganjal zgodnje privržence Jezusa Kristusa in nasilno poskušal uničiti nastajajočo krščansko cerkev. Spreobrnjenje na poti v Damask je radikalno spremenilo njegovo življenjsko pot.
Po svojem spreobrnjenju je Pavel začel pričevati, da je Jezus Kristus Božji Sin. Njegovo vodstvo, vpliv in zapuščina so vodili v ustanavljanje skupnosti, ki so jih vodile poganske skupine, ki so častile Jezusa in so pripadale judovskemu moralnemu zakonu, ampak so opustile ali razrahljale obredna in prehranska učenja Mojzesove postave.
Učil je, da so ti zakoni in obredi izpolnjeni z življenjem v Kristusu ali pa so bili simbolni predhodniki Kristusa. Kakšen je bil dejanski odnos med Pavlom in judovstvom, še ni popolnoma jasno. Pavel je učil o življenju in delu Jezusa Kristusa in o njegovem oznanjevanju nove zaveze, ki se je vzpostavila s Kristusovo smrtjo in njegovim vstajenjem.
Avtorstvo štirinajstih od sedemindvajsetih novozaveznih knjig je pripisanih Pavlu. Približno polovica Apostolskih del govori o Pavlovem življenju in delu. Nesporno je avtorstvo sedmih pisem. Najbolj sporno je avtorstvo Pisma Hebrejcem.  Avtorstvo drugih šestih pisem pripisujejo njegovim sledilcem, ki so pisali v njegovem imenu in so uporabljali snov iz njegovih pisem.
Danes so njegova pisma globoko zakoreninjena v teologiji, slavljenju in pastorali rimskokatoliške in evangeličanskih Cerkva na Zahodu, prav tako pa v pravoslavni Cerkvi na Vzhodu. Med mnogimi drugimi apostoli in misijonarji, vključenimi v širjenje krščanske vere, je bil Pavlov vpliv na krščansko misel in praktično življenje označen kot »tako globok, kot je bil prodoren«. Sveti Avguštin je razvil Pavlovo idejo, da je odrešenje utemeljeno na veri in ne na izpolnjevanju postave. Luthrova interpretacija Pavlovih pisem je močno vplivala na njegovo doktrino sola fide.
Sveto pismo Pavlove smrti ne omenja. Umrl je leta 67, v času Neronovega preganjanja.

## Življenje

### Okolje in otroštvo
Pavel se je rodil med letoma 5 in 10 v Tarzu, prestolnici rimske province Kilikije. Njegovi starši so bili Judje in rimski državljani.
Rodil se je v tri različne miselne svetove – v judovstvo 1. stoletja, starogrško kulturo Sredozemlja in administrativno oblast rimskega cesarstva. Domačnost z vsakim izmed njih ga je opremila za misijonska potovanja v odraslosti.
Ob rojstvu oziroma obrezovanju so starši Pavlu poleg rimskega imena pridali tudi hebrejsko ime. Izbrali so ime prvega izraelskega kralja Savla, najslavnejšega člana Benjaminovega rodu. Savel v hebrejščini pomeni izprošen od Boga. Latinsko ime Pavel pomeni majhen.
Pisma je pisal v grščini in jih podpisoval s Pavel. To obliko je uporabljal od svojega obiska na Cipru.

### Šolanje in vzgoja
Savla je vzgajal rabin Gamaliél v Jeruzalemu. Savel je postal pravoveren farizej in zvest Mojzesovi postavi. Znan je bil po svojih ortodoksnih prepričanjih in sovraštvu do kristjanov. Gamaliél je judovskemu velikemu zboru svetoval, naj se ne dotika teh ljudi in naj jih pusti, saj če je ta načrt ali to delo človeško, bo razpadlo: če pa je od Boga, jih ne bodo mogli uničiti – da se ne bi kdaj izkazalo, da se borijo proti Bogu (Apd 5,38–39).
V odrasli dobi je Pavel za razliko od ostalih apostolov živel neporočen. O njegovem izgledu pravi apokrif iz 2. stoletja, da je bil mož majhne postave, plešaste glave in krivih nog, v dobrem telesnem stanju, z obrvmi zraščenimi skupaj in nekoliko ukrivljenega nosu, nadvse prijazen, zdaj je bil videti kot človek, zdaj je imel obraz angela« (Dela Pavla in Tekle).
Savel je mislil, da je Bogu služil tudi takrat, ko je še preganjal Jezusove učence in je s pismi velikega duhovnika odšel v Damask, da bi zajel sledilce tega nauka in jih zvezane pripeljal v Jeruzalem. Tam bi jih naj pobili kakor so diakona Štefana, pri čigar smrti s kamenjanjem je bil navzoč in jo je odobraval. Kljub temu je zelo verjetno, da Pavel zemeljskega Jezusa osebno ni poznal.

### Spreobrnjenje na poti v Damask
Savel se je s pooblastili velikega duhovnika odpravil v Damask. Ko je odhajal iz Jeruzalema, je še bil prepričan, da so kristjani bogokletniki. Na poti v Damask je videl slepečo svetlobo in slišal Jezusa, ki mu je rekel: »Zakaj me preganjaš?« Zaradi svetlobe je oslepel. Odpeljali so ga v Damask.

### Damask, Jeruzalem, Tarz
Damaščanski kristjan Hananija ga je obiskal in mu povrnil vid. Pavel se je po videnju vstalega Kristusa spreobrnil in se je dal krstiti. Nato je v Damasku začel govoriti o Jezusu. Judje so ga obsodili in sovražili kot odpadnika od vere. Kristjani so se ga še vedno bali, saj jih je v preteklosti preganjal, niso mu zaupali in ga sprejeli medse. Odšel je v arabsko puščavo, kjer je hotel s postom in molitvijo dopolniti svoje duhovno rojstvo in v hoji po puščavskih stopinjah Janeza Krstnika in Jezusa dozoreti za apostola. V Damask se je vrnil čez tri leta in krščanska skupnost ga je sprejela. Judje pa so sklenili, da bodo odpadnika ubili. Da je lahko pobegnil, so ga v košari spustili z damaščanskega obzidja. Zbežal je v Jeruzalem, kjer so se ga kristjani bali. Zato ga je apostolom predstavil Bárnaba. Ker so tudi v Jeruzalemu sklenili, da ga bodo ubili, je zbežal v Tarz.

### Apostolska potovanja
Barnaba je čez nekaj let poiskal Pavla, da bi pomagal skupnosti v Antiohiji v Siriji. Kasneje so ju poslali na Ciper in nato v Malo Azijo, da bi oznanjala evangelij. Pavel se je vrnil v Antiohijo in krščanski skupnosti poročal o svojem delu. Z njegovo pomočjo so judovski kristjani v Jeruzalemu doumeli, da je Jezus Kristus odrešenik vseh narodov in ne le judovskega.
Za pomočnika na svojem drugem potovanju je izbral Sila in skupaj sta obiskala Galatijo. V Listri se jima je pridružil Timotej. Iz Troade so odpluli v Grčijo, kjer se jim je pridružil Luka. V Filipih so ustanovili cerkveno skupnost. Kmalu so Pavla in Sila pretepli in ju vrgli v ječo. Po izpustitvi sta potovala po Grčiji. Pavel je bil v Atenah in nato osemnajst mesecev v Korintu. V Jeruzalem se je vrnil skupaj z darovi za uboge, ki so jih darovali kristjani v Grčiji in Mali Aziji.
Nato se je za kratek čas ustavil v Siriji. Naslednja pot ga je vodila v Efez, kjer je ostal skoraj 3 leta in oznanjal Grkom in Judom. Po obisku Korinta se je preko Grčije in Male Azije vrnil v Jeruzalem.

### Znova v ječi
V Jeruzalemu so ga aretirali in poslali v Cezarejo. Tam naj bi mu sodil Feliks. V zaporu je dve leti čakal na zaslišanje. Ob času, ko bi moralo potekati sojenje, se je zgodila zamenjava rimskih upraviteljev. Feliksa je zamenjal Fest. Ker se je Pavel skliceval na cesarja, so ga za razsodbo poslali v Rim. Ladja je pred Malto doživela brodolom, vendar nihče ni utonil. Nato je bil v Rimu več kot dve leti v hišnem priporu. Po sodnem procesu so ga verjetno osvobodili in morda je oznanjal evangelij po Španiji.

### Usmrtitev in grob
Nato so ga znova zaprli. Apostolska dela govorijo o Pavlovem ujetništvu v Rimu, vendar ne omenjajo njegove usmrtitve v tem mestu. Pismi Klemena Rimskega in Ignacija Antiohijskega omenjata Pavlovo smrt v Rimu skupaj s Petrovo. Pavel je bil rimski državljan. Za Rimljane je bila običajna oblika smrtne kazni obglavljanje in Tertulijan je jasno povedal, da so Pavla usmrtili na tak način.
O datumu usmrtitve sta dve predvidevanji, obe pa ga umeščata v čas Neronovega preganjanja. Zgodnje pričevanje govori, da so Pavla usmrtili pri Treh vodnjakih (latinsko Tre Fontane), ki ležijo približno 3 milje južno od Rima. Pričevanje se sklicuje na legendo, ki pravi, da je Pavlova odsekana glava trikrat poskočila in povzročila, da so se odprli trije studenci.
Pričevanja postavljajo Pavlov grob v kripto bazilike svetega Pavla zunaj obzidja. Kraj so potrdila sodobna izkopavanja.

## Delo

### Apostolska potovanja
Pavel je po dogodku v Damasku postal glavna osebnost, ki je širila krščanstvo proti zahodu. V svojih pismih raznim krščanskim skupnostim Pavel govori o svojih potovanjih in nevarnostih, na katere je naletel. Luka, njegov sopotnik, v Apostolskih delih v celoti opiše 3 misijonska potovanja. Četrto je bilo, ko so Pavla kot ujetnika poslali na sojenje v Rim. Pavel je skupno prepotoval vsaj 25.000 kilometrov, od tega 14.000 po kopnem.

#### Prvo potovanje
Dogajalo se je okrog leta 45 ali 46. Pavel in Barnaba sta iz sirske Antiohije odplula na Ciper, od tam na ozemlje današnje Turčije, v Atalejo, Perge, Pizidijsko Antiohijo, Ikonij, Derbo in Listro. Vračala sta se po isti poti in odplula v Antiohijo. Na začetku poti ju je spremljal Janez Marko, ki se je domov vrnil iz Perg.

#### Drugo potovanje
Leto ali dve zatem (od 48 do 51) se je za 18 mesecev zadržal v Korintu. Za sopotnika si je izbral Sila, saj se je z Barnabo sprl glede Janeza Marka. Po kopnem sta odšla iz Antiohije. Spotoma sta obiskala skupnosti, ki so nastale na prvem potovanju. V Listri je postal njun sopotnik Timotej. Iz Listre sta odšla v obmorsko Troado in čez morje v severno Grčijo. Iz Filipov sta odšla v Solun, Berojo, Atene in Korint. Po 18 mesecih sta se z ladjo preko Efeza in Cezareje vrnila v Antiohijo.

#### Tretje potovanje
Začelo se je leta 53. Pavel in sopotniki so po kopnem obiskali turški Galatijo in Frigijo in spodbujali vse vernike. V Efezu so ostali več kot dve leti. Tam je bil odziv na evangelij tako velik, da so obrtniki, ki so izdelovali iz srebra kipce boginje Diane, ostali brez dela. Zato so med ljudstvom zanetili upor. Pavel je odšel v Filipe in Korint in do Troade. Nato je z ladjo obiskal Asos, Mitileno, Milet, Rodos, Pataro, Tir, Ptolemajdo in Cezarejo. Pot je končal v Jeruzalemu.

#### Četrto potovanje
Pavla so v Jeruzalemu prijeli. Naslednji dve leti (od 58 do 60) je preživel v ječi. Nato se je po pravici, ki mu je pripadala kot rimskemu državljanu, pritožil na cesarja. Poslali so ga na sojenje v Rim. Tako se je začelo njegovo četrto potovanje. Bil je zastražen. Z njim je potoval Luka. Kapitanova nespametna odločitev izpluti s Krete je povzročila, da je ladjo blizu Malte zajel silen vihar. Zgodil se je brodolom, potniki so se komaj rešili. Zimo so preživeli na Malti. Spomladi so nadaljevali plovbo proti Rimu.
Pavla so kristjani pričakali že pri vhodu v mesto. čeprav je bil v hišnem priporu in je čakal na razsodbo, je lahko še dve leti oznanjal evangelij.

### Pisma
Pavlu pripisujejo trinajst od enaindvajsetih novozaveznih pisem. Napisal jih je v letih od 50 do 66. Razvrščajo jih glede na čas nastanka ali glede na obseg.
| Čas nastanka (letnica) | Obseg (kratica)                                                |
| ---------------------- | -------------------------------------------------------------- |
| 1 in 2 Tes (51)        | Pismo Rimljanom (Rim)                                          |
| Gal (54)               | 1. pismo Korinčanom (1 Kor), 2. pismo Korinčanom (2 Kor)       |
| 1 in 2 Kor (55/56)     | Pismo Galačanom (Gal)                                          |
| Flp (55)               | Pismo Efežanom (Ef)                                            |
| Rim (57)               | Pismo Filipljanom (Flp)                                        |
| Flm (62)               | Pismo Kološanom (Kol)                                          |
| Kol (62)               | 1. pismo Tesaloničanom (1 Tes), 2. pismo Tesaloničanom (2 Tes) |
| Ef (63)                | 1. pismo Timoteju (1 Tim), 2. pismo Timoteju (2 Tim)           |
| 1 in 2 Tim (64/66)     | Pismo Titu (Tit)                                               |
| Tit (64/66)            | Pismo Filemonu (Flm)                                           |

#### Prvi pismi
Prvi pismi sta 1. in 2. pismo Tesaloničanom in govorita o drugem Kristusovem prihodu. Napisal ju je v Korintu, kjer se je zadrževal na svojem drugem potovanju.

#### Evangelijska pisma
To so pisma Rimljanom, Galačanom ter 1. in 2. pismo Korinčanom. V njih je Pavel razvijal svoje evangelijsko oznanilo. Precej zanesljivo jih uvrščajo v čas tretjega potovanja (v letih od 53 do 57). Takrat je bil skoraj tri leta v Efezu. Konec leta 54 (letnica ni zanesljiva), je tam napisal Pismo Galačanom in leta 55 1. pismo Korinčanom, ki ni bilo dobro sprejeto. Zato je napisal še več pisem. 2. pismo Korinčanom je verjetno nastalo leta 57. Jeseni istega leta je v Korintu napisal Pismo Rimljanom, ki je Pavlova najpomembnejša teološka razprava.

#### Pisma iz ujetništva
To so pisma Filipljanom, Efežanom, Kološanom in Filemonu. Odlikuje jih miselna prodornost in velika krščanska zrelost. Vedno več biblicistov meni, da Pavel vseh teh pisem ni napisal v času rimskega ujetništva (61–63). Pismo Filipljanom je napisal leta 55 v Efezu, Pismo Filemonu leta 57. Pismo Kološanom je verjetno nastalo v letih 61/62 v Rimu. V istem mestu je verjetno nastalo tudi Pismo Efežanom. Ti dve pismi se od drugih Pavlovih razlikujeta slogovno in vsebinsko. »Nekateri biblicisti samo zato govorijo o njunem pavlinskem izvoru.« Morda je Pavel pooblastil drugo osebo, da je na podlagi pogovora z njim napisala eno ali drugo pismo. Tako bi še vedno sam stal za tem besedilom. Prvotna Cerkev je obe pismi pripisovala Pavlu.

#### Pastirska ali pastoralna pisma
To so 1. in 2. pismo Timoteju in Pismo Titu. Verjetno jih je napisal po rimskem ujetništvu, morda iz Efeza, s Krete ali pa z Mileta. O tem Apostolska dela ne govorijo. Nekateri zgodovinarji govorijo o drugem rimskem ujetništvu, vendar o njem v 2. pismu Timoteju ni govora. Je morda bil v Rimu v tem času prostovoljno?
Ker na splošno menijo, da je Pismo Timoteju zadnje Pavlovo pismo, velja torej Klavdijino ime v 2 Tim 4,21 kot zadnje ime v Pavlovih pismih.

## Sinteza Pavlovega življenja
Za apostola Pavla je bil smisel njegovega življenja, da se žrtvuje za oznanjevanje evangelija iz ljubezni do Kristusa. Hotel je, da bi vsi ljudje spoznali Kristusovo ljubezen. Njegovo delo je obsežno. Za evangelij je pridobil ljudi v mnogih pokrajinah. Zase je trdil, da bi bilo gorje, če Kristusa ne bi oznanjal. Odkar ga je srečal na poti v Damask, ni bil miren, če ni govoril o njem.
Pravil je, da ga je gnala ljubezen, ki ji je v 1. pismu Korinčanom zapisal najlepši slavospev v krščanskem slovstvu. Ob koncu je zapisal: »Zdaj pa ostane vera, upanje, ljubezen, to troje; največja med temi pa je ljubezen. Prizadevajte si, da boste imeli ljubezen.« V njej je ključ do Pavlove osebnosti, smisel žrtvovanja do mučeništva, svetništvo in njegova zapuščina.

## Priznanje
Sveti Pavel goduje skupaj s svetim Petrom 29. junija po katoliškem in pravoslavnem koledarju. Praznik spreobrnitve apostola Pavla je na katoliškem koledarju 25. januarja.
Od 28. junija 2008 do 29. junija 2009 je Rimskokatoliška cerkev obeleževala Pavlovo leto, posvečeno 2000. obletnici rojstva apostola Pavla.

## V umetnosti
Upodobitve apostola Pavla je moč najti povsod po svetu, predvsem v Evropi. Kot pisca Nove zaveze ga označujeta atributa knjiga in zvitek, meč pa je orodje, s katerim je bil usmrčen.

### Slike instensko slikarstvo
Rembrandt je v liku apostola Pavla upodobil sebe. Drugi slikarji, ki so upodobili svetega Pavla, so: Pieter Bruegel starejši, Caravaggio, Antonio da Correggio, El Greco, Masaccio, Michelangelo, Rafael,  Andrej Rublev, Tintoretto, Adam Elsheimer, Bernardo Daddi, Giotto, John Liss, Taddeo Zuccaro, Albrecht Dürer, Gustave Doré, Giovanni Paolo Pannini, Frederic James Shields, Pier Francesco Sacchi, Valentin de Boulogne/Nicolas Tournier, Filippo Lippi, Giovanni Battista Tiepolo, Pompeo Giralamo Batoni, Richard Serrin, James J. Tissot, Lucas van Leyden.
Neznani umetniki so svetega Pavla upodobili tudi v zgornji baziliki v Assisiju in na steni v baziliki svetega Pavla v Rimu.
Georges de La Tour ga je upodobil z očali.
- Pišočega svetega Pavla je v rokopisu iz 9. stoletja upodobil Wolfcoz iz samostana St. Gallen.[23]

### Poslikave katakomb in epigrafi
- Pretekstatusove katakombe, freska iz 4. stoletja,[23]
- marmornat epitaf iz katakomb − upodobitev Petra in Pavla s kristogramom med njima − nagrobnik dečka Aselija.[23]

### Skulpture, kipi, bas-reliefi
Mnogo cerkva ima plastike svetega Pavla, najpomembnejše so:
- kip na stolnici svetega Pavla v Minnesoti,
- skulptura Pavlove spreobrnitve v bogoslovju Misijonske družbe svetega Pavla v nigerijski Abuji,
- Michelangelov kip na sienski stolnici,
- Paolo Romano – 4 reliefi s sojenja svetemu Pavlu v Vatikanskih muzejih.
- Sebastiano Torrigiani – pozlačen bronast kip na baziliki svetega Petra v Vatikanu,
- Adamo Tadolini – marmornat kip na pročelju bazilike svetega Petra v Vatikanu.
- Alessandro Algardi: obglavljanje svetega Pavla; marmornat kip na cerkvi San Paolo Maggiore v Bologni.[23]

Več kipov stoji prosto, na cerkvah, mostovih, trgih, zaporih in ob cestah v Vatikanu in Rimu. Pojavljajo se tudi na katedrali svetega Izaka v Sankt Peterburgu na cerkvi Naše Gospe v Kopenhagnu, v Bostonu, v Londonu, na pročelju Latinske šole v Nijmegenu na Nizozemskem, na Malti in v clunyjskem muzeju.

### Ikone
Obstaja ogromno ikon z upodobitvami svetega Pavla, večina avtorjev je anonimnih.
- Ikona v kapeli Najsvetejšega Srca v stolnici svetega Pavla v Londonu,
- Ruska pravoslavna ikona apostola Pavla iz 18. stoletja; Ikonostas v Cerkvi spremenjenja, Kiški samostan v ruski Kareliji.[23]

### Mozaiki
Najstarejši ohranjen mozaik je v apsidi cerkve svete Prudencije v Rimu. Ohranjenih je več mozaikov iz Ravene; nastali so v 6. stoletju.
Drugi mozaiki so še v Odrešenikovi cerkvi v Istanbulu, v Vatikanskih muzejih, v cerkvi svetega Pavla znotraj obzidja v Rimu, v cerkvi svetega Pavla v Chicagu, na grški pravoslavni cerkvi v kalifornijskem Irvinu, v Verii v Solunu in v sanktperterburških cerkvi svetega Izaka (rusko Сент-Пол мозаика) ter katedrali presvete Krvi.

### Iluminirani rokopisi
Upodobitve svetega Pavla so v srednjeveških iluminiranih rokopisih:
- v brevirju Martina Aragonskega iz 15. stoletja,
- v Petites Heures Janeza iz Berryja iz 14. stoletja.[23]